# 田中忠夫
田中 忠夫（たなか ただお、1898年4月13日 - 1978年12月1日）は、岡山県出身の教育者。

## 略歴
1898年4月13日 岡山県小田郡旧小田町（現・矢掛町）に生まれた。
岡山県立矢掛中学（現・岡山県立矢掛高等学校）卒。
1918年7月 第三高等学校 (旧制)卒。
1923年3月 東京帝国大学経済学部卒。
1923年4月 松山高等商業学校教授。
1930年 - 1932年ドイツ留学。
1934年10月 松山高等商業学校第三代校長に就任。
1944年3月 松山高等商業学校が松山経済専門学校へ名称変更することに伴い松山経済専門学校校長就任。
1947年2月 占領政策の教員適格条項に触れ同校校長辞任。
1948年から 民間会社経営。
1951年4月 追放から解除され松山商科大学教授。
1953年4月 愛光中学校校長就任。
1956年 愛光高等学校校長就任。
1958年3月 松山商科大学退職。
1978年3月 愛光学園退職。
1978年5月 愛光学園名誉校長。

## われらの信条
愛光学園の校訓ともいえる「われらの信条」を、愛光学園第一回目の入試一日目1953年2月21日夜半から冷え込んでいた松山に降った大雪を眺めつつその感動の中で一気に書き上げたことは有名。
| スタブアイコン | サブスタブ | この項目は、まだ閲覧者の調べものの参照としては役立たない、人物に関連した書きかけの項目です。この項目を加筆・訂正などしてくださる協力者を求めています（P:人物伝/PJ:人物伝）。 |